# Чемпионат Европы по биатлону 2015
Открытый чемпионат Европы по биатлону 2015 года (англ. IBU Open European Championships 2015) проходил с 28 января по 3 февраля 2015 года в спортивном центре Техванди, Отепя, Эстония.
В чемпионате европы приняли участие взрослые спортсмены (возрастные ограничения для участников чемпионата Европы по биатлону отменены ) и юниоры — до 21 года. Разыгрывались 15 комплектов медалей: по четыре в индивидуальной гонке, спринте и преследовании; две в эстафете (взрослые) и один в смешанной эстафете (юниоры).

## Таблица медалей

### Общая
| Место | Страна   |   |   |   | Всего |
| ----- | -------- | - | - | - | ----- |
| 1     | Россия   | 8 | 2 | 7 | 17    |
| 2     | Украина  | 3 | 3 | 3 | 9     |
| 3     | Франция  | 3 | 1 | 2 | 6     |
| 4     | Румыния  | 1 | 0 | 0 | 1     |
| 5     | Австрия  | 0 | 3 | 1 | 4     |
| 6     | Эстония  | 0 | 2 | 0 | 2     |
| 7     | Болгария | 0 | 1 | 1 | 2     |
| 7     | Норвегия | 0 | 1 | 1 | 2     |
| 9     | Германия | 0 | 1 | 0 | 1     |
| 9     | Польша   | 0 | 1 | 0 | 1     |

### Взрослые
| Место | Страна   |   |   |   | Всего |
| ----- | -------- | - | - | - | ----- |
| 1     | Россия   | 5 | 0 | 4 | 9     |
| 2     | Украина  | 1 | 3 | 0 | 4     |
| 3     | Франция  | 1 | 0 | 2 | 3     |
| 4     | Румыния  | 1 | 0 | 0 | 1     |
| 5     | Болгария | 0 | 1 | 1 | 2     |
| 6     | Норвегия | 0 | 1 | 1 | 2     |
| 7     | Австрия  | 0 | 1 | 0 | 1     |
| 7     | Германия | 0 | 1 | 0 | 1     |
| 7     | Польша   | 0 | 1 | 0 | 1     |

### Юниоры
| Место | Страна  |   |   |   | Всего |
| ----- | ------- | - | - | - | ----- |
| 1     | Россия  | 3 | 2 | 3 | 8     |
| 2     | Франция | 2 | 1 | 0 | 3     |
| 3     | Украина | 2 | 0 | 3 | 5     |
| 4     | Австрия | 0 | 2 | 1 | 3     |
| 5     | Эстония | 0 | 2 | 0 | 2     |

## Результаты гонок чемпионата

### Взрослые
| Гонка                                                                                   | Мужчины | Женщины |
| --------------------------------------------------------------------------------------- | --- | --- |
| Индивидуальная гонка 1. 29 января 2015 Мужчины: 20 км 2. 29 января 2015 Женщины: 15 км  | 1. Алексей Волков 53:23.6 (2) 2. Сергей Семёнов +1:05.6 (4) 3. Владимир Илиев +1:31.2 (4) 4. Красимир Анев +2:17.3 (4) 5. Ларс Хельге Биркеланд +2:21.0 (4) 6. Артём Тищенко +2:23.1 (3) Финишный протокол                                           | 1. Луминица Пишкоран 51:15.7 (5) 2. Кристина Ридер +20.6 (3) 3. Екатерина Юрлова +47.5 (7) 4. Анаис Шевалье +1:00.2 (5) 5. Моника Хойниш +1:16.0 (6) 6. Терезия Полякова +1:18.1 (6) Финишный протокол                                         |
| Спринт 1. 31 января 2015 Мужчины: 10 км 2. 31 января 2015 Женщины: 7,5 км               | 1. Алексей Слепов 22:38.0 (0) 2. Ларс Хельге Биркеланд +14.5 (1) 3. Антонин Гигонна +37.8 (1) 4. Андреас Далое Вернес +42.2 (0) 5. Вегард Бьорн Ермуннсхёуг +42.4 (2) 6. Владимир Илиев +52.6 (3) Финишный протокол                                  | 1. Колин Варсен 20:26.4 (0) 2. Вероника Новаковска-Жемняк +9.7 (1) 3. Екатерина Шумилова +10.1 (1) 4. Тина Бахман +17.4 (1) 5. Ирина Кривко +18.4 (1) 6. Хлоя Шевалье +22.7 (0) Финишный протокол                                              |
| Гонка преследования 1. 1 февраля 2015 Мужчины: 12,5 км 2. 1 февраля 2015 Женщины: 10 км | 1. Алексей Слепов 33:21.0 (3) 2. Красимир Анев +44.3 (4) 3. Антон Бабиков +50.7 (4) 4. Ларс Хельге Биркеланд +50.8 (5) 5. Флориан Граф +1:09.1 (4) 6. Антонин Гигонна +1:10.1 (4) Финишный протокол                                                  | 1. Екатерина Шумилова 33:07.4 (2) 2. Ирина Варвинец +31.9 (2) 3. Екатерина Юрлова +54.1 (3) 4. Кристина Гузик +1:18.5 (3) 5. Анастасия Дуборезова +1:27.2 (3) 6. Ирина Кривко +1:39.0 (4) Финишный протокол                                    |
| Эстафета 1. 3 февраля 2015 Мужчины: 4x7,5 км 2. 3 февраля 2015 Женщины: 4x6 км          | 1. Украина 1:11:05.2 (0+4) (А. Тищенко, С. Семёнов, А. Прима, Д. Пидручный) 2. Норвегия +56.9 (0+6) (Х. Богетвейт, А. Вернес, В. Ермуннсхёуг, Л. Биркеланд) 3. Беларусь +1:00.1 (0+11) (В. Чепелин, Д. Дюжев, Д. Абашев, Ю. Лядов) Финишный протокол | 1. Украина 1:09:58.5 (1+9) (Ю. Джима, Н. Бурдыга, В. Семеренко, И. Варвинец) 2. Германия +18.6 (0+6) (А. Кнолль, Т. Бахман, М. Хаммершмидт, К. Хорхлер) 3. Франция +21.4 (0+8) (А. Шевалье, Х. Шевалье, Ж. Симон, К. Варсен) Финишный протокол |

### Юниоры (до 21 года)
| Гонка                                                                                   | Юниоры | Юниорки |
| --------------------------------------------------------------------------------------- | --- | --- |
| Индивидуальная гонка 1. 28 января 2015 Юниоры: 15 км 2. 28 января 2015 Юниорки: 12,5 км | 1. Аристид Бегу 39:52.1 (0) 2. Рене Захна +1:19.0 (2) 3. Максим Ивко +1:25.6 (1) 4. Дмитрий Шамаев +1:28.9 (1) 5. Штефан Майер +1:40.1 (1) 6. Александр Поварницын +1:53.8 (3) Финишный протокол                                                                                        | 1. Виктория Сливко 38:41.1 (1) 2. Дуня Здоуц +9.9 (2) 3. Юлия Журавок +29.0 (2) 4. Джессика Йислова +56.9 (1) 5. Ульяна Кайшева +1:09.0 (4) 6. Габриэле Лещинскайте +1:42.3 (2) Финишный протокол                                                                                       |
| Спринт 1. 30 января 2015 Юниоры: 10 км 2. 30 января 2015 Юниорки: 7,5 км                | 1. Фабьен Клод 24:26.4 (0) 2. Эдуард Латыпов +25.6 (2) 3. Александр Дедюхин +32.4 (0) 4. Александр Поварницын +34.0 (2) 5. Рене Захна +58.2 (1) 6. Аристид Бегу +59.5 (1) Финишный протокол                                                                                             | 1. Анастасия Меркушина 21:56.3 (0) 2. Дуня Здоуц +5.4 (0) 3. Ульяна Кайшева +12.9 (2) 4. Наталья Гербулова +17.9 (0) 5. Жюлия Симон +35.8 (1) 6. Юлия Журавок +36.4 (1) Финишный протокол                                                                                               |
| Гонка преследования 1. 1 февраля 2015 Юниоры: 12,5 км 2. 1 февраля 2015 Юниорки: 10 км  | 1. Эдуард Латыпов 35:19.5 (6) 2. Рене Захна +4.6 (2) 3. Александр Поварницын +6.3 (6) 4. Фабьен Клод +28.0 (7) 5. Максим Ивко +42.7 (2) 6. Александр Дедюхин +46.6 (6) Финишный протокол                                                                                                | 1. Анастасия Меркушина 35:52.9 (4) 2. Ульяна Кайшева +20.4 (6) 3. Дуня Здоуц +55.4 (4) 4. Виктория Сливко +1:25.3 (1) 5. Юлия Журавок +1:59.7 (3) 6. Юлия Швайгер +2:23.3 (5) Финишный протокол                                                                                         |
| Смешанная эстафета 1. 2 февраля 2015 Юниорки + Юниоры: 2×6 + 2×7,5 км                   | 1. Россия 1:15:24.0 (1+9) (Ульяна Кайшева, Виктория Сливко, Дмитрий Шамаев, Александр Поварницын) 2. Франция +8.2 (1+5) (Эмили Беттьендер, Лена Арно, Аристид Бегу, Фабьен Клод) 3. Украина +39.8 (0+7) (Анастасия Меркушина, Юлия Журавок, Максим Ивко, Антон Мигда) Финишный протокол | 1. Россия 1:15:24.0 (1+9) (Ульяна Кайшева, Виктория Сливко, Дмитрий Шамаев, Александр Поварницын) 2. Франция +8.2 (1+5) (Эмили Беттьендер, Лена Арно, Аристид Бегу, Фабьен Клод) 3. Украина +39.8 (0+7) (Анастасия Меркушина, Юлия Журавок, Максим Ивко, Антон Мигда) Финишный протокол |